# Johann Baptist Clarot
Pour les articles homonymes, voir Clarot.
Johann Baptist Clarot (Vienne, 17 janvier 1798 - Pest, 11 juin 1855) est un artiste peintre, aquarelliste et lithographe autrichien de l'époque romantique.

## Biographie

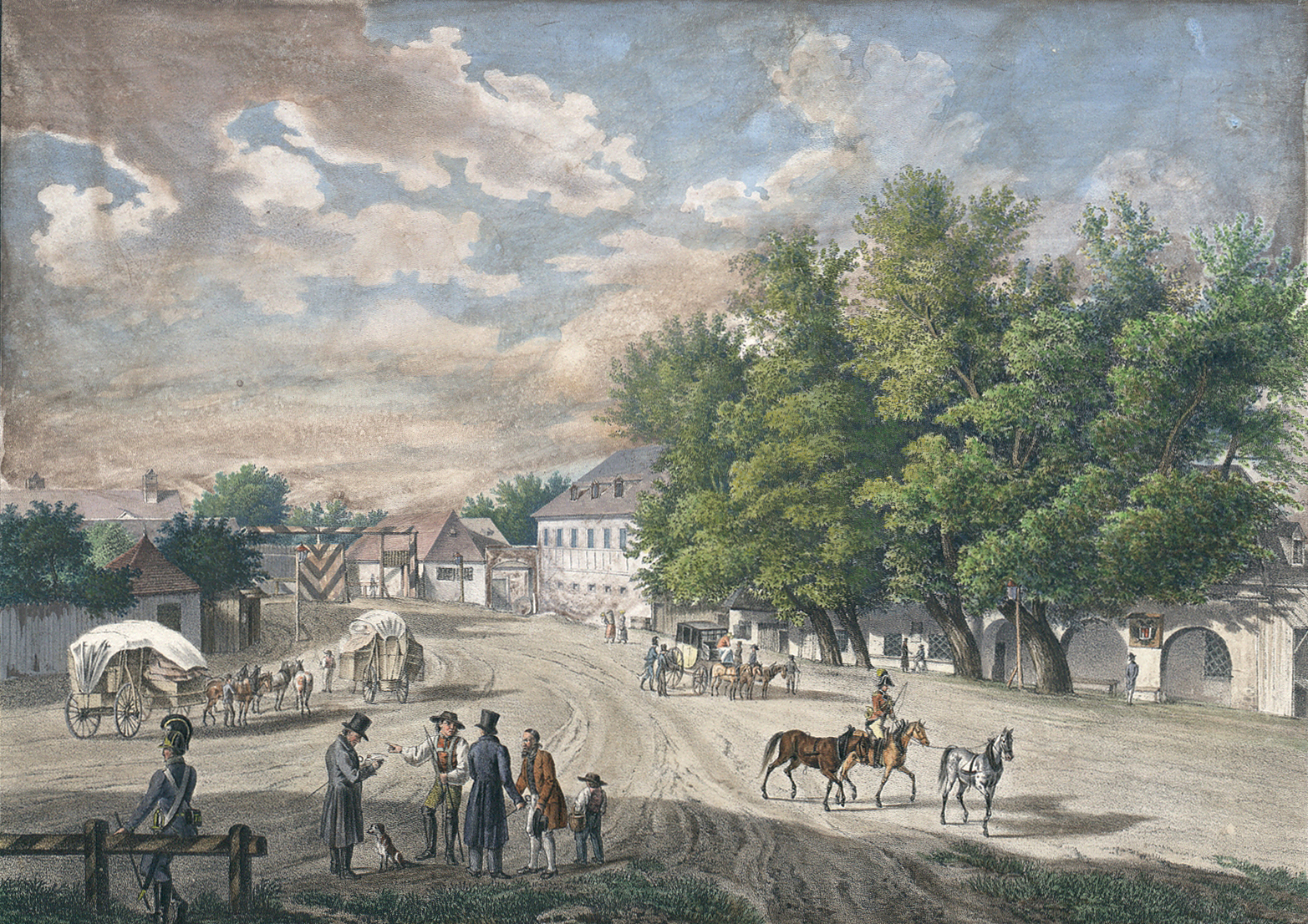
Vue du Tabor Linie (octroi de Vienne), vers 1840, lith. rehaussée d'après Joseph Gerstmayer.

Fils du graveur Josef Clarot (1770-1820), Johann Baptist est le frère cadet du peintre Alexander Clarot (d) (1796-1842), célèbre portraitiste viennois. Éduqué par son père à l'art du dessin, Johann Baptist commence sa carrière en interprétant sous la forme de lithographies les portraits peints par son frère. 
Johann Baptist Clarot a produit également des portraits originaux peints à l'aquarelle, ainsi que quelques paysages et scènes de genre. 
Après avoir vécu un temps à Prague, les frères Clarot s'installent à Pest ; Johann Baptist y meurt en 1855.